# Список птиц Бутана
Список птиц Бутана включает в общей сложности 680 видов, два из которых были выведены человеком, 6 интродуцированы. 22 вида находится под угрозой исчезновения.

## Отряд:Поганкообразные(Podicipediformes)

### Семейство:Поганковые(Podicipedidae)
- Большая поганка, чомга (Podiceps cristatus)

## Отряд:Пеликанообразные(Pelecaniformes)

### Семейство:Баклановые(Phalacrocoracidae)
- Индийский баклан (Phalacrocorax fuscicollis)
- Большой баклан (Phalacrocorax carbo)
- Малый баклан (Phalacrocorax niger)

## Отряд:Аистообразные(Ciconiiformes)

### Семейство:Цаплевые(Ardeidae)
- Серая цапля (Ardea cinerea)
- Белобрюхая цапля (Ardea insignis)

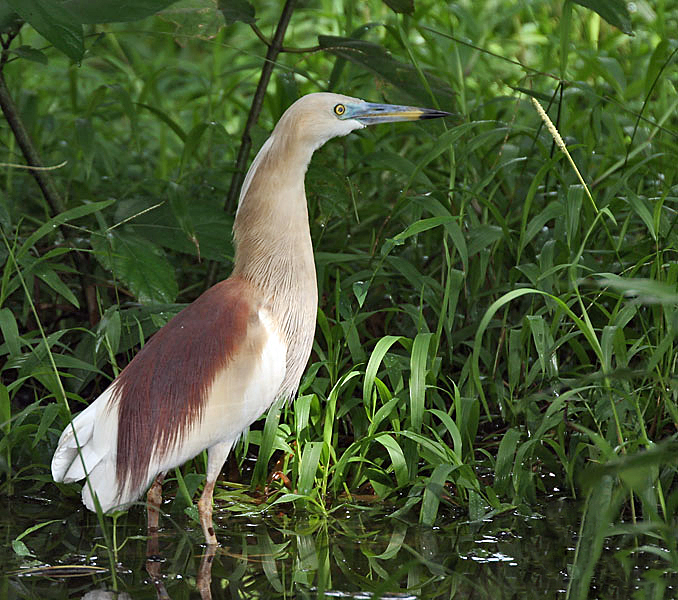
Индийская жёлтая цапля

- Большая восточная цапля (Ardea modesta)
- Средняя белая цапля (Egretta intermedia)
- Малая белая цапля (Egretta garzetta)
- Индийская жёлтая цапля (Ardeola grayii)
- Египетская цапля (Bubulcus ibis)
- Зелёная кваква (Butorides striata)

### Семейство:Аистовые(Ciconiidae)
- Аист чёрный (Ciconia nigra)
- Индийский ябиру (Ephippiorhynchus asiaticus)
- Яванский марабу (Leptoptilos javanicus)

## Отряд:Гусеобразные(Anseriformes)

### Семейство:Утиные(Anatidae)
- Серый гусь (Anser anser)
- Горный гусь (Anser indicus)
- Огарь (Tadorna ferruginea)
- Свиязь (Anas penelope)
- Чирок-свистунок (Anas crecca)
- Кряква (Anas platyrhynchos)

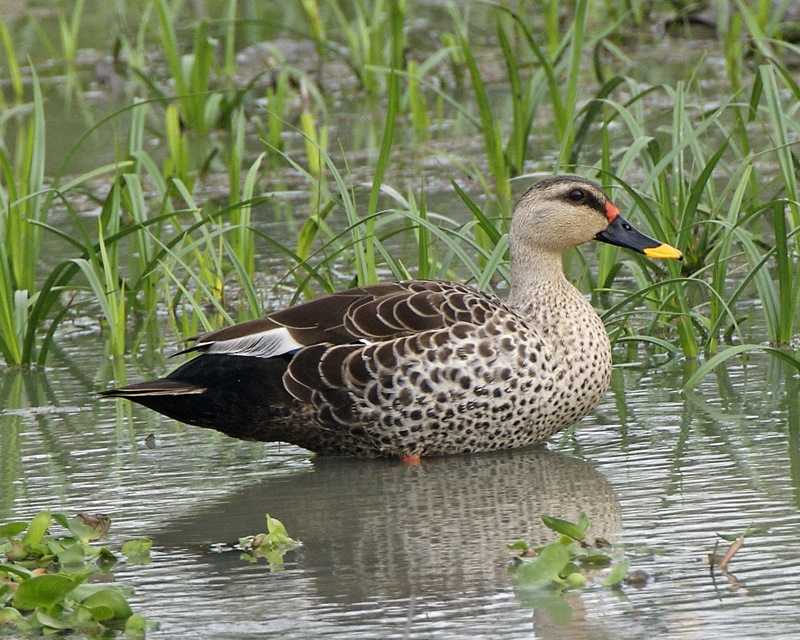
Чёрная кряква

- Чёрная кряква (Anas poecilorhyncha)
- Шилохвость (Anas acuta)
- Чирок-трескунок (Anas querquedula)
- Широконоска (Anas clypeata)
- Белоглазый нырок (Aythya nyroca)
- Хохлатая чернеть (Aythya fuligula)
- Луток (Mergellus albellus)
- Большой крохаль (Mergus merganser)

## Отряд:Соколообразные(Falconiformes)

### Семейство:Скопиные(Pandionidae)
- Скопа (Pandion haliaetus)

### Семейство:Ястребиные(Accipitridae)
- Азиатская база (Aviceda jerdoni)
- Чёрная база (Aviceda leuphotes)

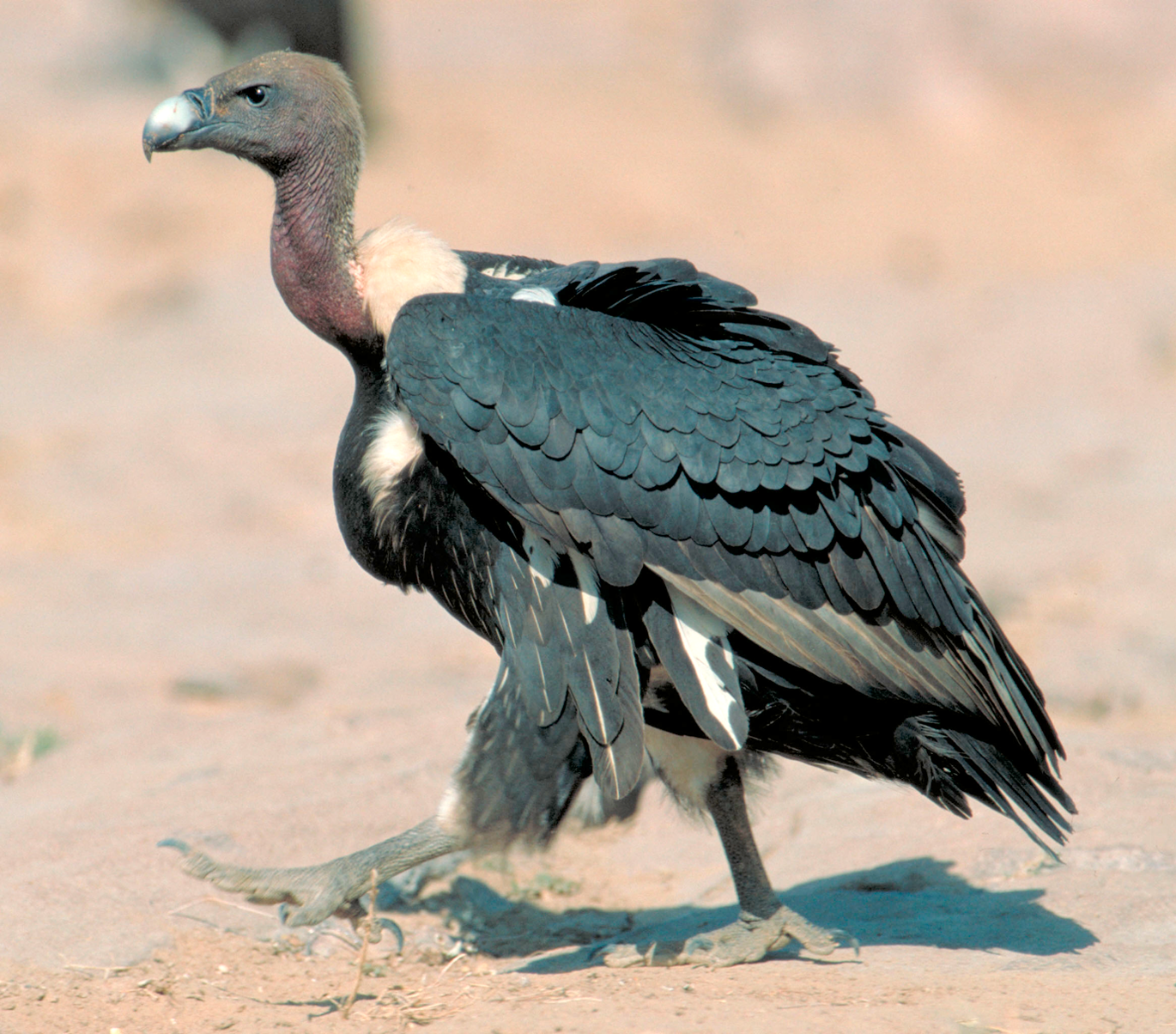
Бенгальский гриф

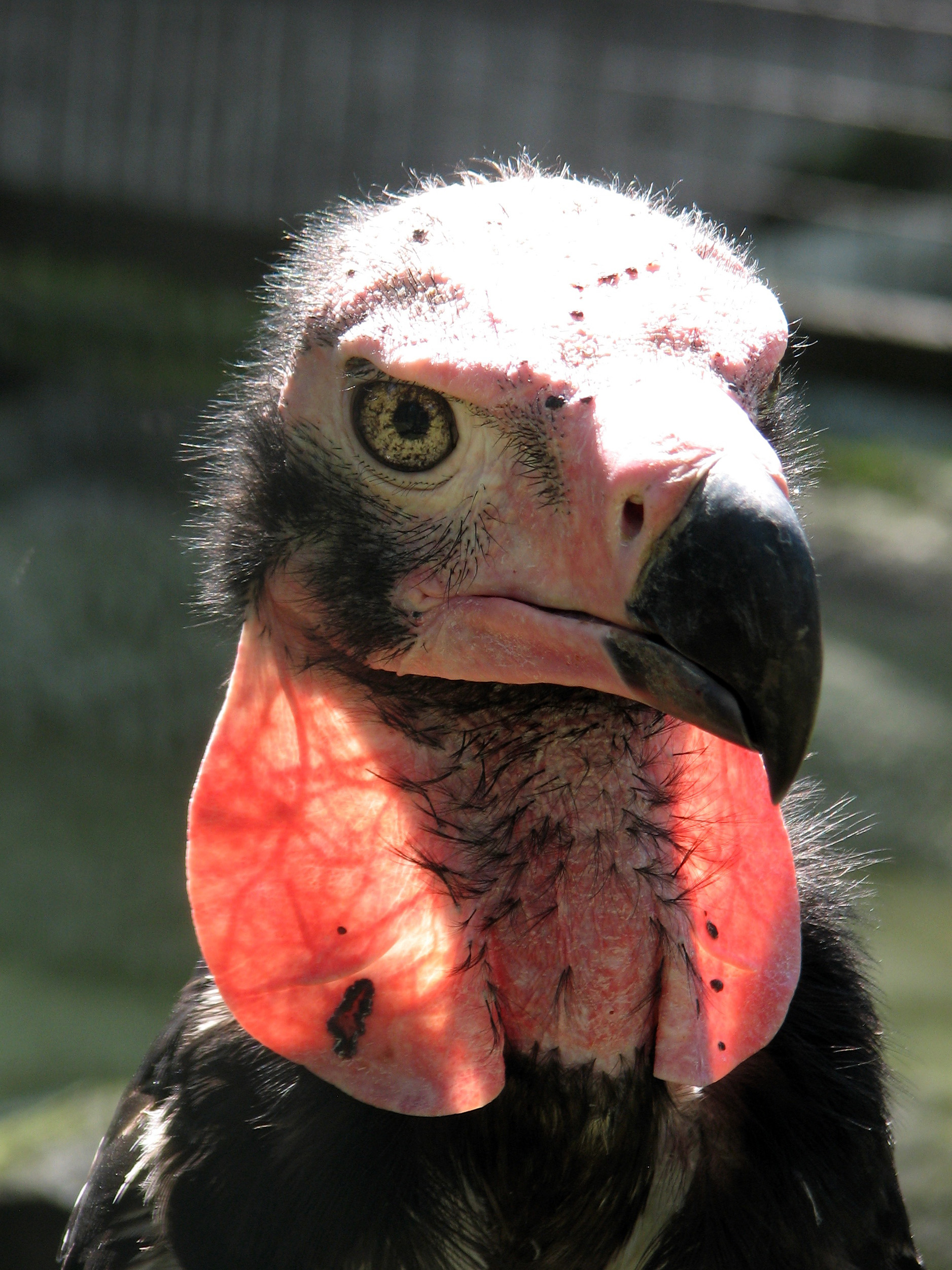
Индийский ушастый гриф

- Хохлатый осоед (Pernis ptilorhynchus)
- Дымчатый коршун (Elanus caeruleus)
- Чёрный коршун (Milvus migrans)
- Браминский коршун (Haliastur indus)
- Орлан-долгохвост (Haliaeetus leucoryphus)
- Орлан-рыболов малый (Ichthyophaga humilis)
- Орлан-рыболов (Ichthyophaga ichthyaetus)
- Бородач (Gypaetus barbatus)
- Стервятник (Neophron percnopterus)
- Бенгальский гриф (Gyps bengalensis)
- Индийский сип (Gyps indicus)
- Тонкоклювый сип (Gyps tenuirostris)
- Снежный гриф (Gyps himalayensis)
- Чёрный гриф (Aegypius monachus)
- Индийский ушастый гриф (Sarcogyps calvus)
- Змееяд (Circaetus gallicus)
- Хохлатый змееяд (Spilornis cheela)
- Полевой лунь (Circus cyaneus)
- Степной лунь (Circus macrourus)
- Пегий лунь (Circus melanoleucos)
- Луговой лунь (Circus pygargus)
- Ястреб хохлатый (Accipiter trivirgatus)
- Тювик туркестанский (Accipiter badius)
- Ястреб индийский (Accipiter virgatus)
- Ястреб-перепелятник (Accipiter nisus)
- Ястреб-тетеревятник (Accipiter gentilis)
- Канюк ястребиный белоглазый (Butastur teesa)
- Канюк обыкновенный (Buteo buteo)
- Курганник (Buteo rufinus)
- Курганник мохноногий (Buteo hemilasius)
- Орёл-яйцеед (Ictinaetus malayensis)
- Подорлик большой (Aquila clanga)
- Орёл степной евразийский (Aquila nipalensis)
- Беркут (Aquila chrysaetos)
- Ястребиный орёл, орёл Бонелли (Aquila fasciatus)
- Орёл-карлик (Aquila pennatus)
- Индийский ястребиный орёл (Aquila kienerii)
- Орёл изменчивый (Spizaetus cirrhatus)
- Цветочный орёл (Spizaetus floris)
- Хохлатый орёл (Spizaetus nipalensis)

### Семейство:Соколиные(Falconidae)
- Красноногий карликовый сокол (Microhierax caerulescens)
- Сорочий карликовый сокол (Microhierax melanoleucus)
- Обыкновенная пустельга (Falco tinnunculus)
- Амурский кобчик (Falco amurensis)
- Чеглок (Falco subbuteo)
- Восточный чеглок (Falco severus)
- Лаггар (Falco jugger)
- Сапсан (Falco peregrinus)

## Отряд:Курообразные(Galliformes)

### Семейство:Фазановые(Phasianidae)
- Снежная куропатка (Lerwa lerwa)

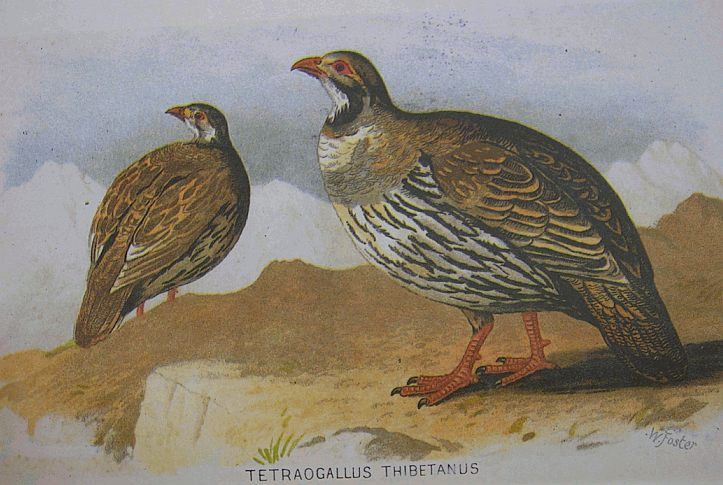
Тибетский улар

- Тибетский улар (Tetraogallus tibetanus)
- Турач (Francolinus francolinus)
- Центральноазиатская куропатка (Perdix hodgsoniae)
- Японский перепел (Coturnix japonica)
- Перепел (Coturnix coturnix)
- Обыкновенная кустарниковая куропатка (Arborophila torqueola)
- Каштановогрудая куропатка (Arborophila mandellii)
- Рыжегорлая лесная куропатка (Arborophila rufogularis)
- Фазан кровавый, или сермун (Ithaginis cruentus)
- Трагопан-сатир (Tragopan satyra)
- Трагопан серобрюхий (Tragopan blythii)
- Глазчатый трагопан (Tragopan temminckii)
- Гималайский монал (Lophophorus impejanus)
- Белохвостый монал (Lophophorus sclateri)
- Банкивский петух (Gallus gallus)
- Чёрная лофура (Lophura leucomelanos)
- Павлиний фазан (Polyplectron bicalcaratum)
- Обыкновенный павлин (Pavo cristatus)

## Отряд:Журавлеобразные(Gruiformes)

### Семейство:Трёхперстки(Turnicidae)
- Пятнистая трёхпёрстка (Turnix tanki)
- Полосатая трёхпёрстка (Turnix suscitator)

### Семейство:Журавли(Gruidae)
- Красавка (Anthropoides virgo)
- Черношейный журавль (Grus nigricollis)

### Семейство:Пастушковые(Rallidae)
- Аспидноногий полосатый погоныш (Rallina eurizonoides)
- Белогрудый малый пастушок (Amaurornis phoenicurus)
- Чёрнохвостый пастушок (Amaurornis bicolor)
- Красноногий погоныш (Porzana fusca)

### Семейство:Дрофиные(Otididae)
- Бородатая малая дрофа (Houbaropsis bengalensis)
- Малая индийская дрофа (Sypheotides indica)

## Отряд:Ржанкообразные(Charadriiformes)

### Семейство:Серпоклювы(Ibidorhynchidae)
- Серпоклюв (Ibidorhyncha struthersii)

### Семейство:Шилоклювковые(Recurvirostridae)
- Ходулочник (Himantopus himantopus)

### Семейство:Авдотки(Burhinidae)
- Авдотка (Burhinus oedicnemus)
- Большая авдотка (Burhinus recurvirostris)

### Семейство:Тиркушковые(Glareolidae)
- Луговая тиркушка (Glareola pratincola)
- Малая тиркушка (Glareola lactea)

### Семейство:Ржанковые(Charadriidae)
- Чибис (Vanellus vanellus)
- Речной чибис (Vanellus duvaucelii)
- Украшенный чибис (Vanellus indicus)
- Уссурийский зуёк (Charadrius placidus)
- Малый зуёк (Charadrius dubius)
- Морской зуёк (Charadrius alexandrinus)

### Семейство:Бекасовые(Scolopacidae)
- Вальдшнеп (Scolopax rusticola)

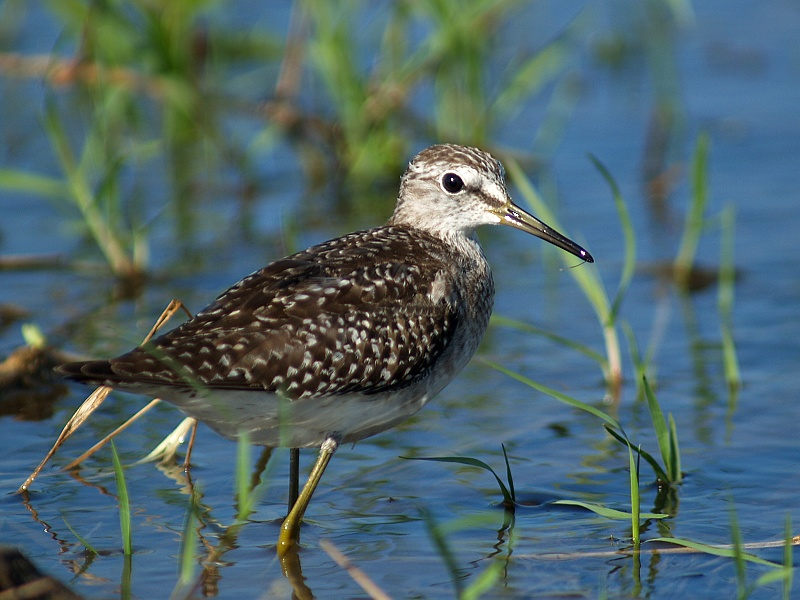
Фифи

- Горный дупель (Gallinago solitaria)
- Гималайский бекас (Gallinago nemoricola)
- Обыкновенный бекас (Gallinago gallinago)
- Средний кроншнеп (Numenius phaeopus)
- Щёголь (Tringa erythropus)
- Поручейник (Tringa stagnatilis)
- Большой улит (Tringa nebularia)
- Черныш (Tringa ochropus)
- Фифи (Tringa glareola)
- Обыкновенный перевозчик (Actitis hypoleucos)
- Белохвостый песочник (Calidris temminckii)
- Длиннопалый песочник (Calidris subminuta)
- Турухтан (Philomachus pugnax)

### Семейство:Чайковые(Laridae)
- Черноголовый хохотун (Larus ichthyaetus)
- Буроголовая чайка (Larus brunnicephalus)

### Семейство:Крачковые(Sternidae)
- Индийская речная крачка (Sterna aurantia)
- Обыкновенная крачка (Sterna hirundo)
- Малая крачка (Sterna albifrons)
- Чернобрюхая крачка (Sterna acuticauda)

## Отряд:Голубеобразные(Columbiformes)

### Семейство:Голубиные(Columbidae)
- Сизый голубь (Columba livia)
- Скалистый голубь (Columba rupestris)
- Белогрудый голубь (Columba leuconota)
- Гималайский голубь (Columba hodgsonii)
- Пепельный голубь (Columba pulchricollis)
- Большая горлица (Streptopelia orientalis)
- Кольчатая горлица (Streptopelia decaocto)
- Короткохвостая горлица (Streptopelia tranquebarica)
- Пятнистая горлица, или Китайская горлица (Streptopelia chinensis)
- Малая горлица (Streptopelia senegalensis)
- Полосатохвостая кукушковая горлица (Macropygia unchall)
- Изумрудный голубь (Chalcophaps indica)
- Оранжевогрудый зеленый голубь (Treron bicincta)
- Пепельноголовый зелёный голубь (Treron pompadora)
- Толстоклювый зелёный голубь (Treron curvirostra)
- Желтоногий зелёный голубь (Treron phoenicoptera)
- Острохвостый зелёный голубь (Treron apicauda)
- Клинохвостый зелёный голубь (Treron sphenura)
- Горный плодоядный голубь (Ducula badia)

## Отряд:Попугаеобразные(Psittaciformes)

### Семейство:Попугаевые(Psittacidae)

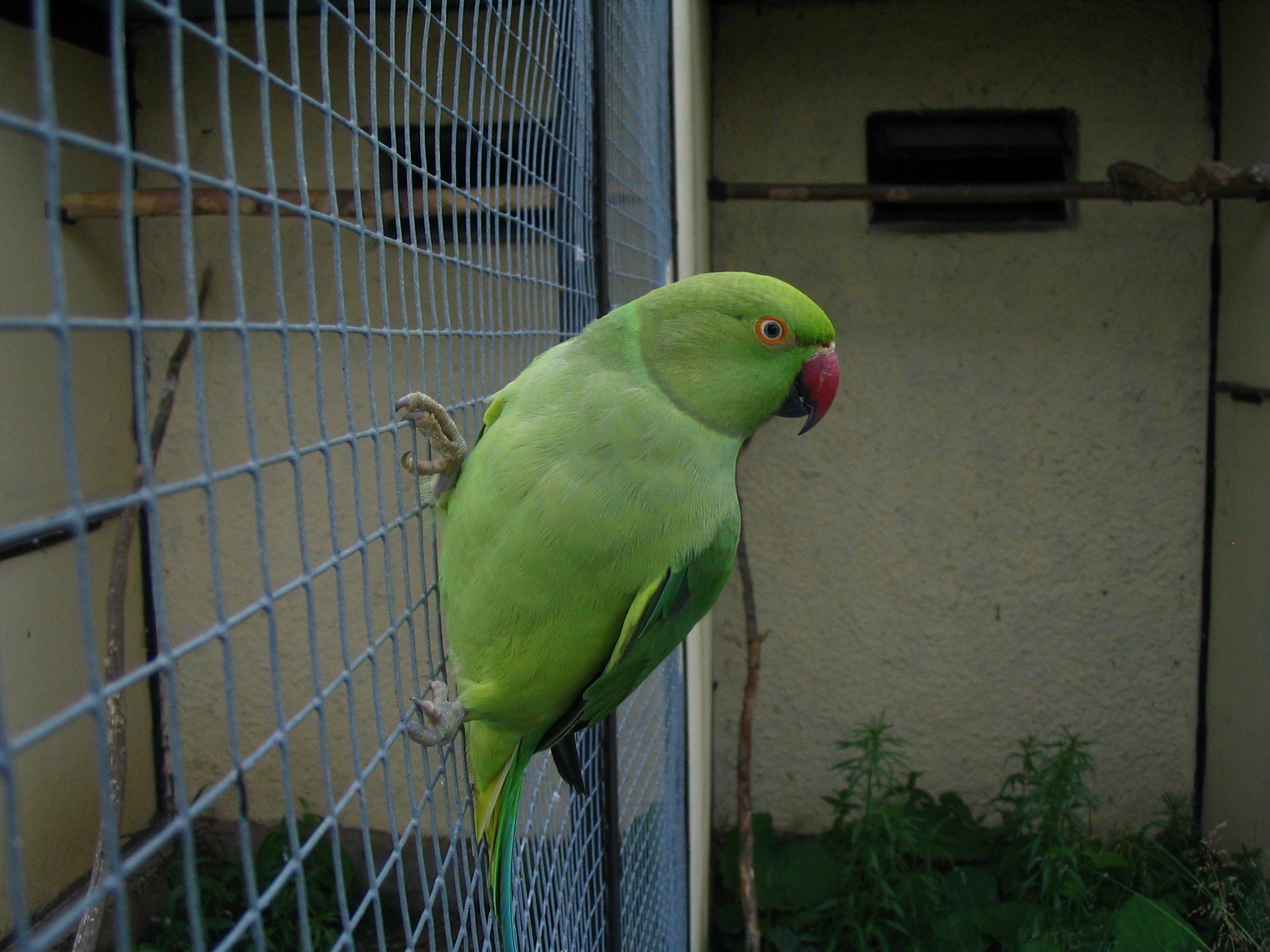
Ожереловый попугай Крамера

- Ожереловый попугай Александров (Psittacula eupatria)
- Ожереловый попугай Крамера (Psittacula krameri)
- Сероголовый ожереловый попугай (Psittacula finschii)
- Сливоголовый ожереловый попугай (Psittacula cyanocephala)
- Красноголовый ожереловый попугай (Psittacula roseata)
- Розовогрудый ожереловый попугай (Psittacula alexandri)
- Весенний висячий попугайчик (Loriculus vernalis)

## Отряд:Кукушкообразные(Cuculiformes)

### Семейство:Кукушковые(Cuculidae)

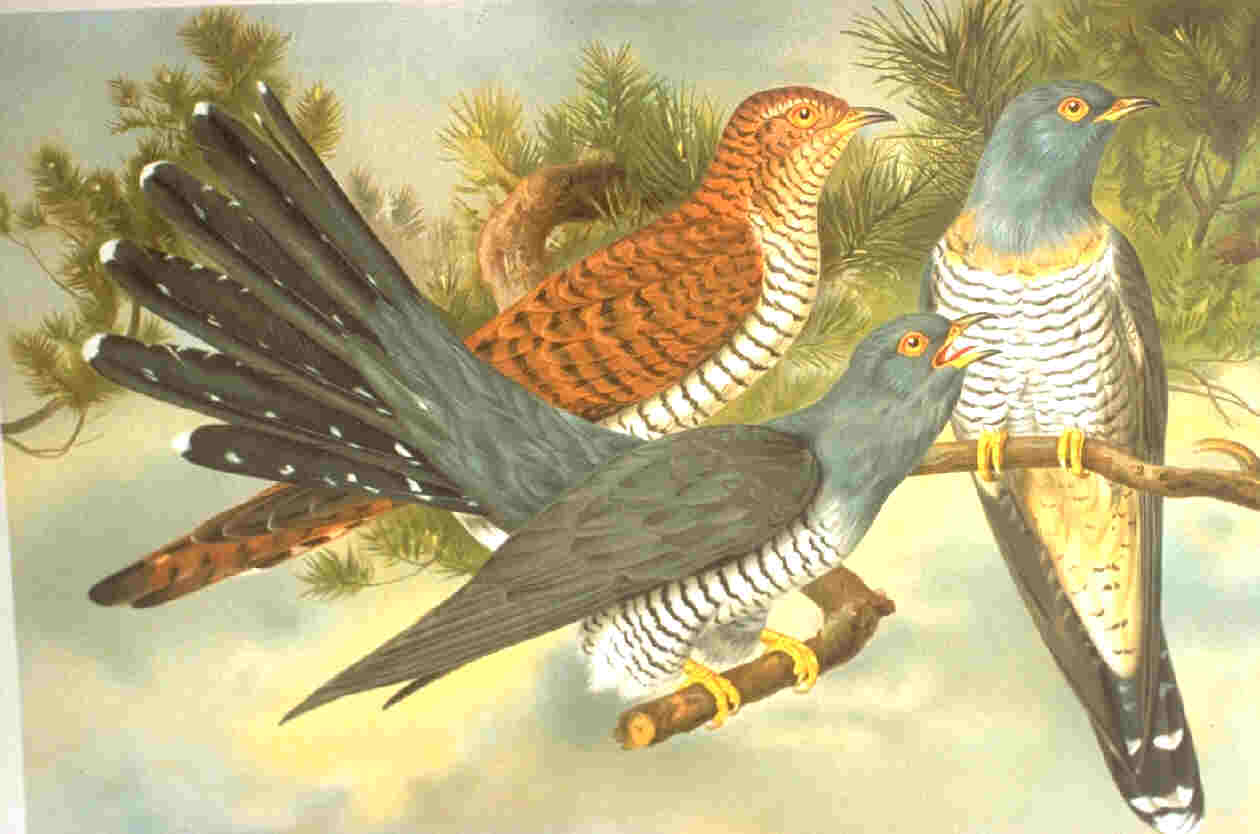
Обыкновенная кукушка

- Сорочья хохлатая кукушка (Clamator jacobinus)
- Каштановокрылая хохлатая кукушка (Clamator coromandus)
- Большая ястребиная кукушка (Cuculus sparverioides)
- Индийская ястребиная кукушка (Cuculus varius)
- Ястребиная кукушка Ходжсона (Cuculus nisicolor)
- Индийская кукушка (Cuculus micropterus)
- Обыкновенная кукушка (Cuculus canorus)
- Глухая кукушка (Cuculus saturatus)
- Малая кукушка (Cuculus poliocephalus)
- Малая кольчатая кукушка (Cacomantis sonneratii)
- Жалобная кукушка (Cacomantis merulinus)
- Азиатская кукушка Эмеральда (Chrysococcyx maculatus)
- Фиолетовая бронзовая кукушка (Chrysococcyx xanthorhynchus)
- Дронговая кукушка (Surniculus lugubris)
- Коэль (Eudynamys scolopaceus)
- Зелёноклювая кукушка (Phaenicophaeus tristis)
- Phaenicophaeus leschenaultii
- Шпорцевая кукушка (Centropus sinensis)
- Малая шпорцевая кукушка (Centropus bengalensis)

## Отряд:Совообразные(Strigiformes)

### Семейство:Сипуховые(Tytonidae)
- Обыкновенная сипуха (Tyto alba)
- Восточная масковая сипуха (Phodilus badius)

### Семейство:Совиные(Strigidae)

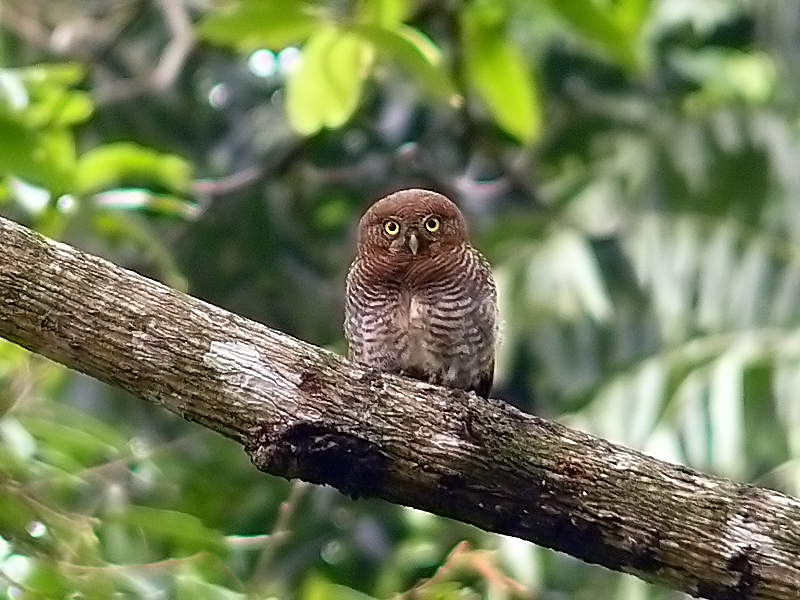
Джунглевый воробьиный сыч

- Пятнистая совка (Otus spilocephalus)
- Ошейниковая алая сова (Otus lettia)
- Восточная совка (Otus sunia)
- Бенгальский скалистый филин (Bubo bengalensis)
- Пёстробрюхий филин (Bubo nipalensis)
- Коромандельский филин (Bubo coromandus)
- Бурый рыбный филин (Ketupa zeylonensis)
- Гималайский рыбный филин (Ketupa flavipes)
- Малайская неясыть (Strix leptogrammica)
- Обыкновенная неясыть (Strix aluco)
- Ошейниковый воробьиный сыч (Glaucidium brodiei)
- Кукушковый воробьиный сыч (Glaucidium cuculoides)
- Джунглевый воробьиный сыч (Glaucidium radiatum)
- Браминский сыч (Athene brama)
- Домовый сыч (Athene noctua)
- Иглоногая сова (Ninox scutulata)
- Болотная сова (Asio flammeus)

## Отряд:Козодоеобразные(Caprimulgiformes)

### Семейство:Совиные козодои(Podargidae)
- Длиннохвостый лягушкорот (Batrachostomus hodgsoni)

### Семейство:Настоящие козодои(Caprimulgidae)
- Большой козодой (Caprimulgus indicus)
- Козодой Хорсфильда (Caprimulgus macrurus)
- Индийский козодой (Caprimulgus asiaticus)
- Саванный козодой (Caprimulgus affinis)

## Отряд:Стрижеобразные(Apodiformes)

### Семейство:Стрижиные(Apodidae)
- Гималайская салангана (Aerodramus brevirostris)
- Черногнёздная салангана (Aerodramus maximus)
- Острохвостый стриж (Zoonavena sylvatica)
- Иглохвостый стриж (Hirundapus caudacutus)
- Азиатский пальмовый стриж (Cypsiurus balasiensis)
- Белобрюхий стриж (Tachymarptis melba)
- Чёрный стриж (Apus apus)
- Белопоясничный стриж (Apus pacificus)
- Домовой стриж (Apus nipalensis)

### Семейство:Древесные стрижи(Hemiprocnidae)
- Древесный стриж (Hemiprocne coronata)

## Отряд:Трогоновые(Trogoniformes)

### Семейство:Трогоновые(Trogonidae)
- Красноголовый азиатский трогон (Harpactes erythrocephalus)
- Розовохвостый азиатский трогон (Harpactes wardi)

## Отряд:Ракшеобразные(Coraciiformes)

### Семейство:Зимородковые(Alcedinidae)

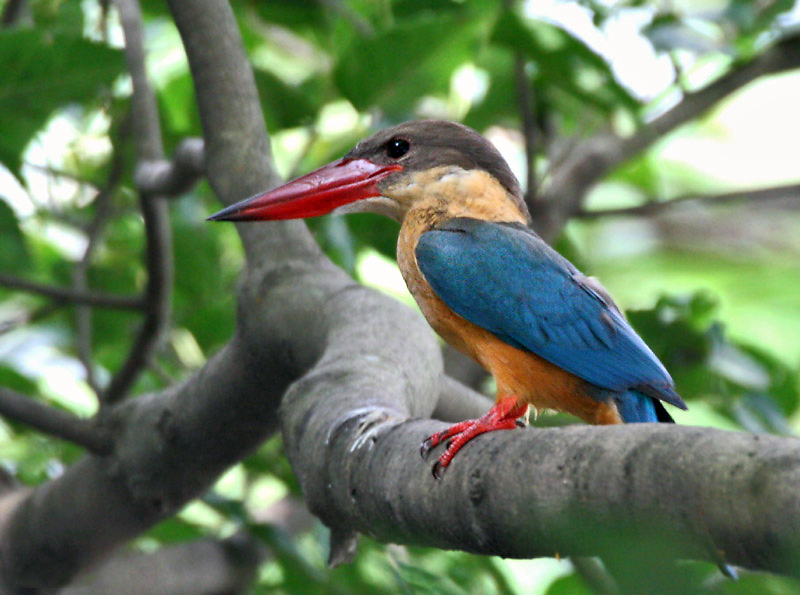
Аистоклювый гуриал

- Большой голубой зимородок (Alcedo hercules)
- Обыкновенный зимородок (Alcedo atthis)
- Синеухий зимородок (Alcedo meninting)
- Трёхпалый лесной зимородок (Ceyx erithacus)
- Аистоклювый гуриал (Pelargopsis capensis)
- Пламенная альциона (Halcyon coromanda)
- Красноклювая альциона (Halcyon smyrnensis)
- Большой пегий зимородок (Megaceryle lugubris)
- Малый пегий зимородок (Ceryle rudis)

### Семейство:Щурковые(Meropidae)
- Синебородая ночная щурка (Nyctyornis athertoni)
- Малая зелёная щурка (Merops orientalis)
- Буроголовая щурка (Merops leschenaulti)

### Семейство:Сизоворонковые(Coraciidae)
- Бенгальская сизоворнка (Coracias benghalensis)
- Восточный широкорот (Eurystomus orientalis)

### Семейство:Удодовые(Upupidae)
- Удод (Upupa epops)

### Семейство:Птицы-носороги(Bucerotidae)
- Азиатская птица-носорог (Anthracoceros albirostris)
- Двурогий калао, или Большой индийский носорог (Buceros bicornis)
- Непальский калао (Aceros nipalensis)
- Волнистый калао (Aceros undulatus)

## Отряд:Дятлообразные(Piciformes)

### Семейство:Бородатковые(Capitonidae)
- Большой бородастик (Megalaima virens)
- Цейлонский бородастик (Megalaima zeylanica)
- Полосатый бородастик (Megalaima lineata)
- Золотистогорлый бородастик (Megalaima franklinii)
- Голубощёкий бородастик (Megalaima asiatica)
- Синеухий бородастик (Megalaima australis)
- Красноголовый бородастик (Megalaima haemacephala)

### Семейство:Медоуказчики(Indicatoridae)
- Индийский медоуказчик (Indicator xanthonotus)

### Семейство:Дятловые(Picidae)
- Вертишейка (Jynx torquilla)

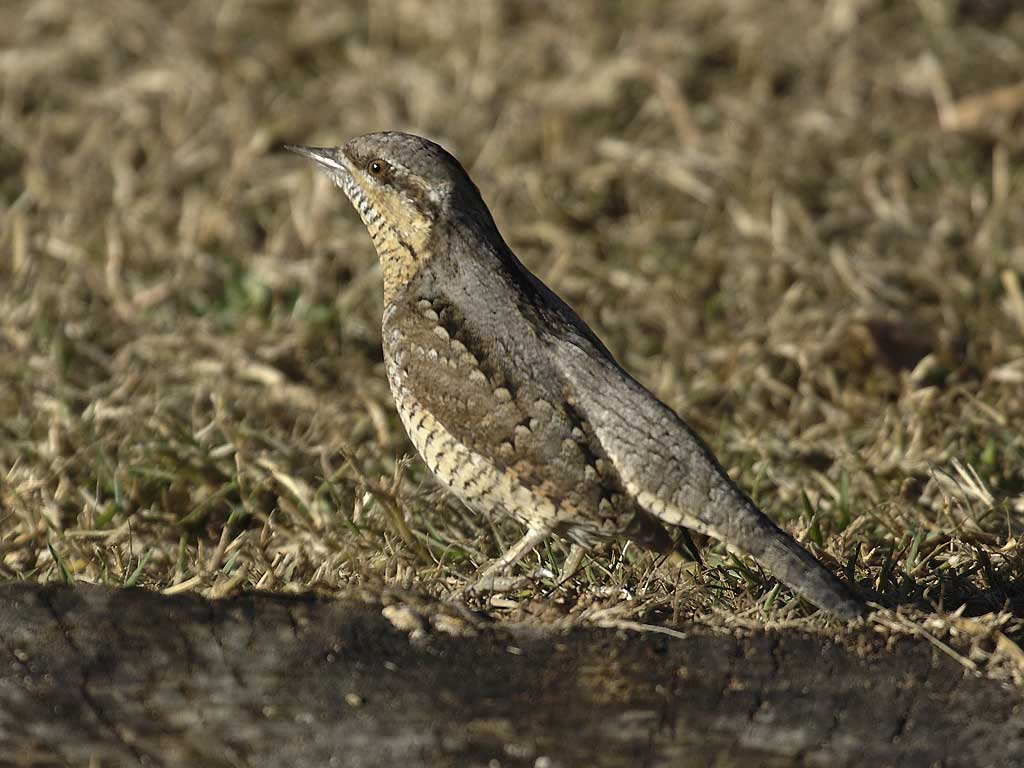
Вертишейка

- Очковый дятелок, или Суринамский дятел (Picumnus innominatus)
- Карликовый дятелок (Sasia ochracea)
- Малайзийский дятел (Dendrocopos moluccensis)
- Большой острокрылый дятел (Dendrocopos canicapillus)
- Желтогрудый дятел (Dendrocopos macei)
- Рыжебрюхий дятел (Dendrocopos hyperythrus)
- Сиккимский дятел (Dendrocopos darjellensis)
- Краснобрюхий дятел (Dendrocopos cathpharius)
- Рыжий дятел (Celeus brachyurus)
- Малый желтохохлый зелёный дятел (Picus chlorolophus)
- Желтошейный зелёный дятел (Picus flavinucha)
- Чешуйчатый дятел (Picus squamatus)
- Седой дятел (Picus canus)
- Гималайский индо-малайский дятел (Dinopium shorii)
- Малый индо-малайский дятел (Dinopium benghalense)
- Большой султанский дятел (Chrysocolaptes lucidus)
- Светлоголовый дятел (Gecinulus grantia)
- Красноухий блитов дятел (Blythipicus pyrrhotis)
- Большой мюллеров дятел (Mulleripicus pulverulentus)

## Отряд:Воробьинообразные(Passeriformes)

### Семейство:Рогоклювые(Eurylaimidae)

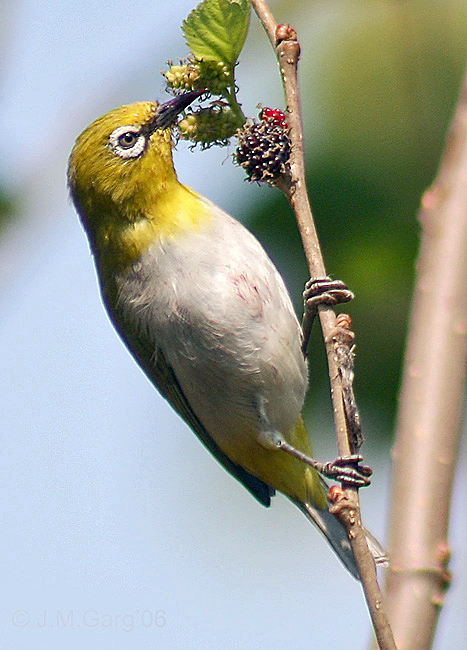
Восточная белоглазка

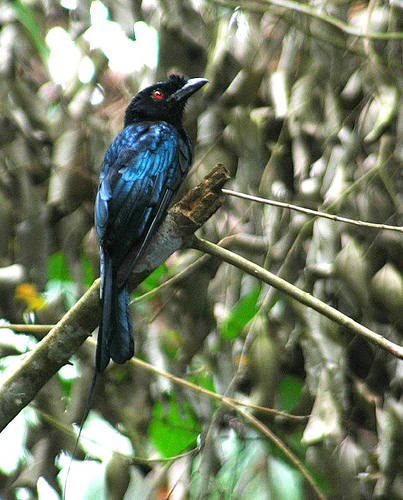
Райский дронго

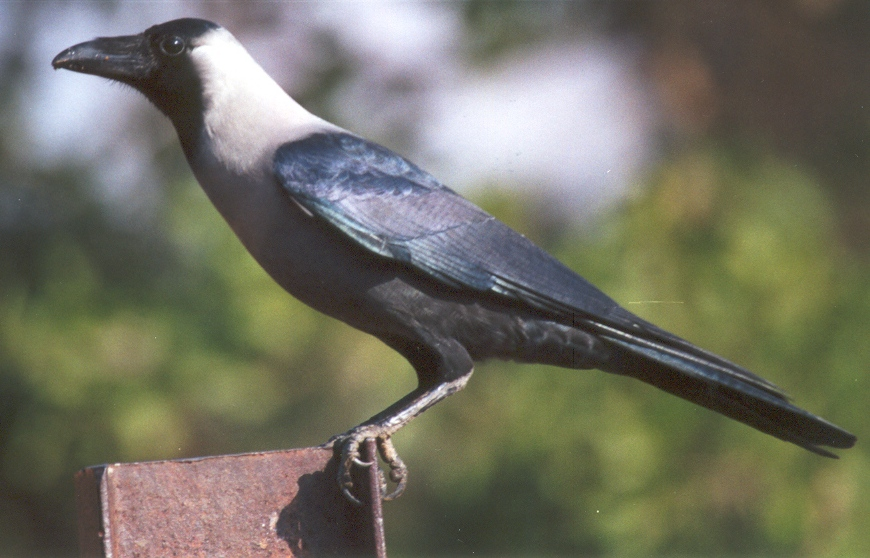
Блестящий ворон

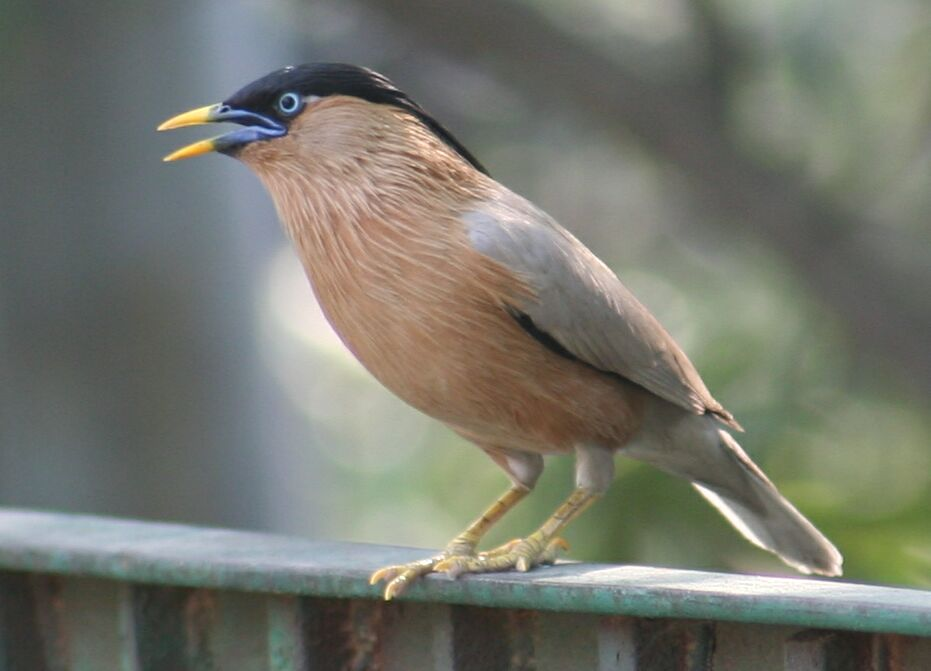
Браминский скворец

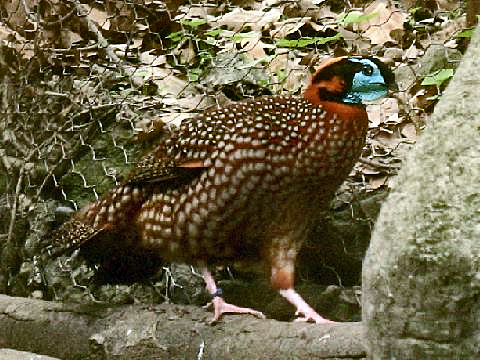
Глазчатый трагопан

- Длиннохвостый ширококлюв (Psarisomus dalhousiae)
- Серогрудый рогоклюв (Serilophus lunatus)

### Семейство:Питтовые(Pittidae)
- Синешапочная питта (Pitta nipalensis)
- Синяя питта (Pitta cyanea)
- Черноголовая питта (Pitta sordida)
- Синекрылая питта (Pitta brachyura)

### Семейство:Жаворонковые(Alaudidae)
- Бенгальский кустарниковый жаворонок (Mirafra assamica)
- Пепельный жаворонок Спарроу (Eremopterix grisea)
- Большой степной жаворонок (Melanocorypha maxima)
- Тонкоклювый жаворонок (Calandrella acutirostris)
- Индийский жаворонок (Calandrella raytal)
- Малый полевой жаворонок (Alauda gulgula)
- Рогатый жаворонок (Eremophila alpestris)

### Семейство:Ласточковые(Hirundinidae)
- Береговушка (Riparia riparia)
- Бледная береговая ласточка (Riparia diluta)
- Малая береговая ласточка (Riparia paludicola)
- Скалистая ласточка (Ptyonoprogne rupestris)
- Деревенская ласточка (Hirundo rustica)
- Нитехвостая ласточка (Hirundo smithii)
- Рыжепоясничная ласточка (Cecropis daurica)
- Городская ласточка (Delichon urbica)
- Восточный воронок (Delichon dasypus)
- Непальский воронок (Delichon nipalensis)

### Семейство:Трясогузковые(Motacillidae)
- Белая трясогузка (Motacilla alba)
- Белобровая трясогузка (Motacilla madaraspatensis)
- Желтоголовая трясогузка (Motacilla citreola)
- Жёлтая трясогузка (Motacilla flava)
- Горная трясогузка (Motacilla cinerea)
- Рисовый конёк (Anthus rufulus)
- Забайкальский конёк (Anthus godlewskii)
- Длинноклювый конёк (Anthus similis)
- Пятнистый конёк (Anthus hodgsoni)
- Краснозобый конёк (Anthus cervinus)
- Розовый конёк (Anthus roseatus)
- Горный конёк (Anthus spinoletta)
- Американский конёк (Anthus rubescens)

### Семейство:Личинкоедовые(Campephagidae)
- Большой личинкоед (Coracina macei)
- Траурный сорокопутовый личинкоед (Coracina melaschistos)
- Черноголовый сорокопутовый личинкоед (Coracina melanoptera)
- Розовый длиннохвостый личинкоед (Pericrocotus roseus)
- Карликовый длиннохвостый личинкоед (Pericrocotus cinnamomeus)
- Чёрно-красный длиннохвостый личинкоед (Pericrocotus ethologus)
- Короткоклювый длиннохвостый личинкоед (Pericrocotus brevirostris)
- Огненнобрюхий длиннохвостый личинкоед (Pericrocotus flammeus)
- Серогорлый длиннохвостый личинкоед (Pericrocotus solaris)
- Буроспинный мухоловковый личинкоед (Hemipus picatus)

### Семейство:Бюльбюлевые(Pycnonotidae)
- Пёстрый бюльбюль (Pycnonotus striatus)
- Золотогрудый бюльбюль (Pycnonotus melanicterus)
- Краснощёкий бюльбюль (Pycnonotus jocosus)
- Белощёкий бюльбюль (Pycnonotus leucogenys)
- Розовобрюхий бюльбюль (Pycnonotus cafer)
- Белогорлый бюльбюль (Alophoixus flaveolus)
- Оливковый бюльбюль (Iole virescens)
- Рыжеухий бюльбюль, или Пепельный бюльбюль (Hemixos flavala)
- Горный бюльбюль (Ixos mcclellandii)
- Чёрный бюльбюль, или Восточный бюльбюль (Hypsipetes leucocephalus)

### Семейство:Корольковые(Regulidae)
- Желтоголовый королёк (Regulus regulus)

### Семейство:Листовковые(Chloropseidae)
- Золотистолобая листовка (Chloropsis aurifrons)
- Оранжевобрюхая листовка (Chloropsis hardwickii)

### Семейство:Йоровые(Aegithinidae)
- Чернокрылая йора (Aegithina tiphia)

### Семейство:Оляпковые(Cinclidae)
- Оляпка (Cinclus cinclus)
- Бурая оляпка (Cinclus pallasii)

### Семейство:Крапивниковые(Troglodytidae)
- Обыкновенный кропивник (Troglodytes troglodytes)

### Семейство:Завирушковые(Prunellidae)
- Альпийская завирушка (Prunella collaris)
- Гималайская завирушка (Prunella himalayana)
- Рыжегорлая завирушка (Prunella rubeculoides)
- Рыжегрудая завирушка (Prunella strophiata)
- Шиферная завирушка (Prunella immaculata)

### Семейство:Дроздовые(Turdidae)
- Синяя птица (Myophonus caeruleus)
- Большеногий дрозд (Zoothera wardii)
- Оранжевоголовый дрозд (Zoothera citrina)
- Однотонный дрозд (Zoothera mollissima)
- Длиннохвостый дрозд (Zoothera dixoni)
- Пёстрый дрозд (Zoothera dauma)
- Длинноклювый дрозд (Zoothera monticola)
- Тёмнобокий дрозд (Zoothera marginata)
- Одноцветный дрозд (Turdus unicolor)
- Белоошейниковый дрозд (Turdus albocinctus)
- Серокрылый дрозд (Turdus boulboul)
- Чёрный дрозд (Turdus merula)
- Каштановый дрозд (Turdus rubrocanus)
- Оливковый дрозд (Turdus obscurus)
- Краснозобый дрозд (Turdus ruficollis)
- Короткокрылый дрозд Гулда (Brachypteryx stellata)
- Малый короткокрылый дрозд (Brachypteryx leucophrys)
- Белобровый короткокрылый дрозд (Brachypteryx montana)

### Семейство:Цистиколовые(Cisticolidae)
- Веерохвостая цистикола (Cisticola juncidis)
- Золотоголовая цистикола (Cisticola exilis)
- Горная приния (Prinia criniger)
- Чёрногорлая приния (Prinia atrogularis)
- Сероголовая приния (Prinia cinereocapilla)
- Рыжая приния (Prinia rufescens)
- Пепельная приния (Prinia hodgsonii)
- Джунглевая приния (Prinia sylvatica)
- Желтобрюхая приния (Prinia flaviventris)
- Рыжебрюхая приния (Prinia socialis)
- Буроголовая приния (Prinia inornata)

### Семейство:Славковые(Sylviidae)
- Красноголовая тезия (Tesia castaneocoronata)
- Золотоголовая тезия (Tesia olivea)
- Желтобровая тезия (Tesia cyaniventer)
- Бледноногая короткокрылая камышовка (Cettia pallidipes)
- Горная короткокрылая камышовка (Cettia fortipes)
- Рододендровая короткокрылая камышовка (Cettia major)
- Оливковая короткокрылая камышовка (Cettia flavolivacea)
- Желтобрюхая камышовка (Cettia acanthizoides)
- Рыжеголовая короткокрылая камышовка (Cettia brunnifrons)
- Малая пестрогрудка, или Пёстрогрудая камышовка (Bradypterus thoracicus)
- Сибирская пестрогрудка, или Камышовка Тачановского (Bradypterus tacsanowskius)
- Горная пестрогрудка (Bradypterus seebohmi)
- Бурая пестрогрудка (Bradypterus luteoventris)
- Садовая камышовка (Acrocephalus dumetorum)
- Туркестанская камышовка (Acrocephalus stentoreus)
- Толстоклювая камышовка (Acrocephalus aedon)
- Горная портниха (Orthotomus cuculatus)
- Краснолобая портниха (Orthotomus sutorius)
- Обыкновенная расписная синичка (Leptopoecile sophiae)
- Пеночка-теньковка (Phylloscopus collybita)
- Среднеазиатская теньковка (Phylloscopus sindianus)
- Бурая пеночка (Phylloscopus fuscatus)
- Дымчатая пеночка (Phylloscopus fuligiventer)
- Гималайская пеночка (Phylloscopus affinis)
- Индийская пеночка (Phylloscopus griseolus)
- Золотополосая пеночка (Phylloscopus pulcher)
- Серогорлая пеночка (Phylloscopus maculipennis)
- Корольковая пеночка (Phylloscopus proregulus)
- Бледная пеночка (Phylloscopus chloronotus)
- Пеночка-зарничка (Phylloscopus inornatus)
- Зелёная пеночка (Phylloscopus trochiloides)
- Длинноклювая пеночка (Phylloscopus magnirostris)
- Зеленокрылая пеночка (Phylloscopus occipitalis)
- Корольковидная пеночка (Phylloscopus reguloides)
- Чернобровая пеночка (Phylloscopus cantator)
- Зелёноголовая пеночка (Seicercus burkii)
- Сероголовая пеночка (Seicercus xanthoschistos)
- Белоочковая пеночка (Seicercus affinis)
- Серощёкая пеночка (Seicercus poliogenys)
- Каштановоголовая пеночка (Seicercus castaniceps)
- Рыжеголовая пеночка (Abroscopus albogularis)
- Желтобрюхая пеночка (Abroscopus superciliaris)
- Чёрноголовая пеночка (Abroscopus schisticeps)
- Ширококлювая пеночка (Tickellia hodgsoni)
- Болотная длиннохвостая камышовка (Megalurus palustris)
- Chaetornis striatus
- Graminicola bengalensis
- Пеночка Уистлера (Seicercus whistleri)

### Семейство:Мухоловковые(Muscicapidae)
- Синешапочный каменный дрозд (Monticola cinclorhynchus)
- Каштановобрюхий каменный дрозд (Monticola rufiventris)
- Синий каменный дрозд (Monticola solitarius)
- Сибирская мухоловка (Muscicapa sibirica)
- Ширококлювая мухоловка (Muscicapa dauurica)
- Рыжая мухоловка (Muscicapa ferruginea)
- Сосновая мухоловка (Ficedula hodgsonii)
- Оранжевогорлая мухоловка (Ficedula strophiata)
- Малая мухоловка (Ficedula parva)
- Снежнобровая мухоловка (Ficedula hyperythra)
- Белоошейниковая мухоловка, или Алмазная мухоловка (Ficedula monileger)
- Сорочья мухоловка (Ficedula westermanni)
- Ультрамариновая мухоловка (Ficedula superciliaris)
- Чёрно-синяя мухоловка (Ficedula tricolor)
- Сапфировая мухоловка (Ficedula sapphira)
- Вердитерова мухоловка (Eumyias thalassina)
- Большая нильтава (Niltava grandis)
- Малая нильтава (Niltava macgrigoriae)
- Краснобрюхая нильтава (Niltava sundara)
- Белолицая мухоловка-циорнис (Cyornis poliogenys)
- Светло-голубая мухоловка-циорнис (Cyornis unicolor)
- Голубогорлая мухоловка-циорнис (Cyornis rubeculoides)
- Горная голубая мухоловка-циорнис (Cyornis banyumas)
- Мухоловка-крошка (Muscicapella hodgsoni)
- Сероголовая канареечная мухоловка (Culicicapa ceylonensis)
- Соловей-красношейка (Luscinia calliope)
- Черногрудая красношейка (Luscinia pectoralis)
- Варакушка (Luscinia svecica)
- Соловей Давида (Luscinia pectardens)
- Индийский соловей (Luscinia brunnea)
- Краснокрылая синехвостка (Tarsiger cyanurus)
- Золотистая малиновка (Tarsiger chrysaeus)
- Белобровая малиновка (Tarsiger indicus)
- Рыжегрудая малиновка (Tarsiger hyperythrus)
- Сорочий шама-дрозд (Copsychus saularis)
- Белопоясничный шама-дрозд (Copsychus malabaricus)
- Седоголовая горихвостка (Phoenicurus caeruleocephalus)
- Горихвостка-чернушка (Phoenicurus ochruros)
- Полевая горихвостка (Phoenicurus hodgsoni)
- Белогорлая горихвостка (Phoenicurus schisticeps)
- Сибирская горихвостка (Phoenicurus auroreus)
- Краснобрюхая горихвостка (Phoenicurus erythrogaster)
- Синелобая горихвостка (Phoenicurus frontalis)
- Водяная горихвостка (Chaimarrornis leucocephalus)
- Сизая горихвостка (Rhyacornis fuliginosus)
- Ходсония (Hodgsonius phaenicuroides)
- Белохвостая горная зарянка (Cinclidium leucurum)
- Сибирский чекан (Saxicola maura)
- Синеголобая горная зарянка (Cinclidium frontale)
- Лазоревая птица (Grandala coelicolor)
- Белоножка (Enicurus scouleri)
- Черноспинная вилохвостка (Enicurus immaculatus)
- Сероспинная вилохвостка (Enicurus schistaceus)
- Пятнистая вилохвостка (Enicurus maculatus)
- Пурпуная кохоа (Cochoa purpurea)
- Зелёная кохоа (Cochoa viridis)
- Большой чекан (Saxicola insignis)
- Чёрный чекан (Saxicola caprata)
- Серый чекан (Saxicola ferrea)
- Пустынная каменка (Oenanthe deserti)

### Семейство:Веерохвостки(Rhipiduridae)
- Желтобрюхая веерохвостка (Rhipidura hypoxantha)
- Белогорлая веерохвостка (Rhipidura albicollis)
- Белолобая веерохвостка (Rhipidura aureola)

### Семейство:Монархи(Monarchidae)
- Черноголовый монарх (Hypothymis azurea)
- Райская мухоловка (Terpsiphone paradisi)

### Семейство:Тимелиевые(Timaliidae)
- Белогорлая кустарница (Garrulax albogularis)
- Белохохлая кустарница (Garrulax leucolophus)
- Ожерелковая кустарница (Garrulax monileger)
- Галстучная кустарница (Garrulax pectoralis)
- Исчерченная кустарница (Garrulax striatus)
- Кустарница-красношейка (Garrulax ruficollis)
- Пятнистогрудая кустарница (Garrulax gularis)
- Рыжегорлая кустарница (Garrulax rufogularis)
- Лесная кустарница (Garrulax ocellatus)
- Серобокая кустарница (Garrulax caerulatus)
- Полосатая кустарница (Garrulax lineatus)
- Золотокрылая кустарница (Garrulax subunicolor)
- Синекрылая кустарница (Garrulax squamatus)
- Чернолицая кустарница (Garrulax affinis)
- Красноголовая кустарница (Garrulax erythrocephalus)
- Карминнокрылая лиоцихла (Liocichla phoenicea)
- Краснохвостая мышиная тимелия (Malacocincla abbotti)
- Белобрюхая земляная тимелия (Pellorneum albiventre)
- Пятнистогрудая земляная тимелия (Pellorneum ruficeps)
- Пятнистогрудая кривоклювая тимелия (Pomatorhinus erythrocnemis)
- Краснощекая кривоклювая тимелия (Pomatorhinus erythrogenys)
- Гималайская кривоклювая тимелия (Pomatorhinus schisticeps)
- Красношейная кривоклювая тимелия (Pomatorhinus ruficollis)
- Коралловоносая кривоклювая тимелия (Pomatorhinus ferruginosus)
- Тонкоклювая тимелия (Xiphirhynchus superciliaris)
- Риматор (Rimator malacoptilus)
- Пёстрогрудая крапивниковая тимелия (Napothera epilepidota)
- Большая бесхвостая тимелия (Pnoepyga albiventer)
- Малая бесхвостая тимелия (Pnoepyga pusilla)
- Красногорлый крапивниковый бабблер (Spelaeornis caudatus)
- Полосатогрудый крапивниковый бабблер (Spelaeornis troglodytoides)
- Пятнистый крапивниковый бабблер (Spelaeornis formosus)
- Буйвологрудый бабблер (Stachyris ambigua)
- Краснолобый бабблер (Stachyris rufifrons)
- Красноголовый бабблер (Stachyris ruficeps)
- Золотистый бабблер (Stachyris chrysaea)
- Серогорлый бабблер (Stachyris nigriceps)
- Желтогрудый синицевый бабблер (Macronous gularis)
- Красношапочная тимелия (Timalia pileata)
- Золотоглазая тимелия (Chrysomma sinense)
- Кустарница Джердона, или Бледноклювая мупиния (Chrysomma altirostre)
- Тонкоклювая дроздовая тимелия (Turdoides longirostris)
- Полосатая дроздовая тимелия (Turdoides striatus)
- Серебристоухая месия, или Белоухий лиотрикс (Leiothrix argentauris)
- Китайский соловей, или Обыкновенный лиотрикс (Leiothrix lutea)
- Cutia nipalensis
- Краснобрюхая сорокопутовая тимелия (Pteruthius rufiventer)
- Краснокрылая сорокопутовая тимелия (Pteruthius flaviscapis)
- Зеленая сорокопутовая тимелия (Pteruthius xanthochlorus)
- Черноухая сорокопутовая тимелия (Pteruthius melanotis)
- Белоголовая тимелия (Gampsorhynchus rufulus)
- Краснолобая сибия (Actinodura egertoni)
- Непальская сибия (Actinodura nipalensis)
- Minla cyanouroptera
- Полосатогорлая минла (Minla strigula)
- Краснохвостая минла (Minla ignotincta)
- Alcippe chrysotis
- Alcippe cinerea
- Alcippe castaneceps
- Alcippe vinipectus
- Alcippe cinereiceps
- Alcippe ludlowi
- Рыжегорлая альциппа Alcippe rufogularis
- Белоглазая альциппа (Alcippe nipalensis)
- Красноспинная цветная тимелия (Heterophasia annectens)
- Чёрношапочная цветная тимелия (Heterophasia capistrata)
- Длиннохвостая цветная тимелия (Heterophasia picaoides[англ.])
- Yuhina castaniceps
- Yuhina bakeri
- Yuhina flavicollis
- Yuhina gularis
- Yuhina occipitalis
- Yuhina nigrimenta
- Yuhina zantholeuca
- Огненнохвостая тимелия (Myzornis pyrrhoura)

### Семейство:Толстоклювые синицы(Paradoxornithidae)
- Большая сутора (Conostoma oemodium)
- Коричневая сутора (Paradoxornis unicolor)
- Сероголовая сутора (Paradoxornis gularis)
- Черногорлая сутора (Paradoxornis flavirostris)
- Рыжая сутора (Paradoxornis fulvifrons)
- Paradoxornis nipalensis
- Paradoxornis atrosuperciliaris
- Рыжеголовая сутора (Paradoxornis ruficeps)

### Семейство:Длиннохвостые синицы(Aegithalidae)
- Рыжеголовая длиннохвостая синица (Aegithalos concinnus)
- Ржавощёкая длиннохвостая синица (Aegithalos iouschistos)

### Семейство:Синицевые(Paridae)
- Московка (Periparus ater)

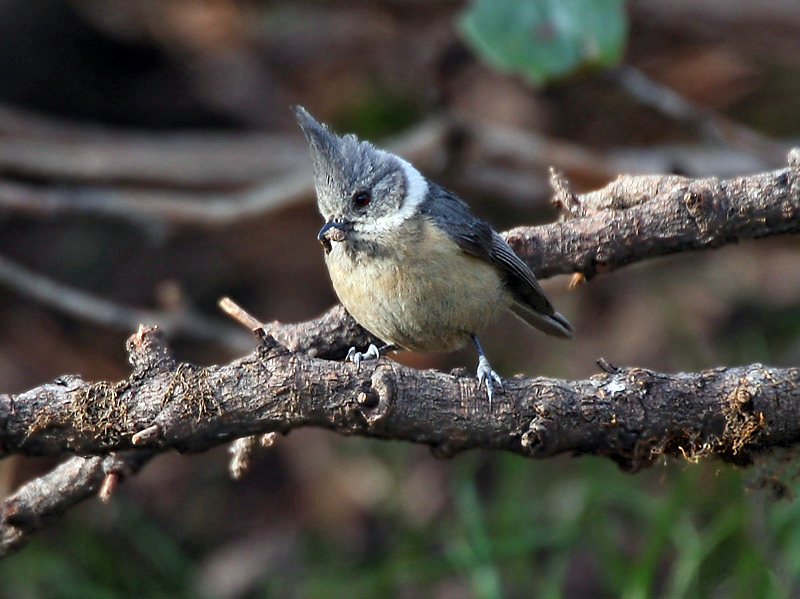
Серохохлая синица

- Рыжешейная синица (Periparus rufonuchalis)
- Краснобрюхая синица (Periparus rubidiventris)
- Серохохлая синица (Lophophanes dichrous)
- Серая синица (Parus cinereus)
- Зелёноспинная синица (Parus monticolus)
- Индийская синица (Parus xanthogenys)
- Королевская синица (Parus spilonotus)
- Пеночковая синица (Sylviparus modestus)
- Золотохохлая синица (Melanochlora sultanea)

### Семейство:Поползневые(Sittidae)
- Каштановогрудый поползень (Sitta castanea)
- Белохвостый поползень (Sitta himalayensis)
- Чернолобый поползень (Sitta frontalis)
- Прекрасный поползень (Sitta formosa)

### Семейство:Tichodromidae
- Краснокрылый стенолаз (Tichodroma muraria)

### Семейство:Пищуховые(Certhiidae)
- Обыкновенная пищуха (Certhia familiaris)
- Certhia nipalensis
- Пищуха бурогорлая (Certhia discolor)

### Семейство:Ремезовые(Remizidae)
- Cephalopyrus flammiceps

### Семейство:Нектарницевые(Nectariniidae)
- Карминнощёкая нектарница (Chalcoparia singalensis)
- Азиатская нектарница, или Пурпуровая нектарница (Cinnyris asiaticus)
- Желтобрюхая острохвостая нектарница (Aethopyga gouldiae)
- Непальская острохвостая нектарница (Aethopyga nipalensis)
- Черногрудая острохвостая нектарница (Aethopyga saturata)
- Желтоспинная острохвостая нектарница (Aethopyga siparaja)
- Яркая острохвостая нектарница (Aethopyga ignicauda)
- Белогорлая нектарница-пауколовка (Arachnothera longirostra)
- Пестрогрудая пауколовка (Arachnothera magna)

### Семейство:Цветоедовые(Dicaeidae)
- Цветосос толстоклювый (Dicaeum agile)
- Цветосос желтозадый (Dicaeum chrysorrheum)
- Цветосос желтобрюхий (Dicaeum melanoxanthum)
- Цветосос лососеклювый (Dicaeum erythrorhynchos)
- Цветосос одноцветный (Dicaeum concolor)
- Цветосос огнегрудый (Dicaeum ignipectus)
- Цветосос алый (Dicaeum cruentatum)

### Семейство:Белоглазковые(Zosteropidae)
- Восточная белоглазка (Zosterops palpebrosus)

### Семейство:Иволговые(Oriolidae)
- Обыкновенная иволга (Oriolus oriolus)
- Тонкоклювая иволга (Oriolus tenuirostris)
- Черноголовая иволга (Oriolus xanthornus)
- Oriolus traillii

### Семейство:Иреновые(Irenidae)
- Голубая ирена (Irena puella)

### Семейство:Сорокопутовые(Laniidae)
- Сибирский жулан (Lanius cristatus)
- Индийский жулан (Lanius vittatus)
- Длиннохвостый сорокопут (Lanius schach)
- Тибетский сорокопут (Lanius tephronotus)

### Семейство:Лесные сорокопуты(Prionopidae)
- Бурохвостый древесный личинкоед (Tephrodornis gularis)
- Белобровый древесный личинкоед (Tephrodornis pondicerianus)

### Семейство:Дронговые(Dicruridae)
- Чёрный дронго (Dicrurus macrocercus)
- Серый дронго (Dicrurus leucophaeus)
- Белобрюхий дронго (Dicrurus caerulescens)
- Большеклювый дронго (Dicrurus annectans)
- Бронзовый дронго (Dicrurus aeneus)
- Малый ракетохвостый дронго (Dicrurus remifer)
- Волосатый дронго (Dicrurus hottentottus)
- Райский дронго (Dicrurus paradiseus)

### Семейство:Ласточковые сорокопуты(Artamidae)
- Пепельный ласточковый сорокопут (Artamus fuscus)

### Семейство:Врановые(Corvidae)
- Обыкновенная сойка (Garrulus glandarius)
- Желтоклювая лазоревая сорока (Urocissa flavirostris)
- Зелёная цисса (Cissa chinensis)
- Индийская древесная сорока (Dendrocitta vagabunda)
- Серогрудая древесная сорока (Dendrocitta formosae)
- Масковая древесная сорока (Dendrocitta frontalis)
- Обыкновенная сорока (Pica pica)
- Кедровка (Nucifraga caryocatactes)
- Клушица (Pyrrhocorax pyrrhocorax)
- Альпийская галка (Pyrrhocorax graculus)
- Блестящий ворон (Corvus splendens)
- Большеклювая ворона (Corvus macrorhynchos)
- Обыкновенный ворон (Corvus corax)
  - Corvus corax tibetanus — национальная птица Бутана

### Семейство:Скворцовые(Sturnidae)
- Пёстроспинный скворец (Saroglossa spiloptera)
- Священная майна (Gracula religiosa)
- Бурая майна (Acridotheres fuscus)
- Бероговая майна (Acridotheres ginginianus)
- Обыкновенная майна (Acridotheres tristis)
- Пегий скворец (Gracupica contra)
- Сероголовый скворец (Sturnia malabarica)
- Браминский скворец (Temenuchus pagodarum)

### Семейство:Ткачиковые(Ploceidae)
- Маньярский ткач (Ploceus manyar)
- Большеклювый ткач (Ploceus megarhynchus)

### Семейство:Вьюрковые ткачики(Estrildidae)
- Острохвостая бронзовая амадина (Lonchura striata)
- Чешуйчатогрудая амадина (Lonchura punctulata)

### Семейство:Овсянковые(Emberizidae)
- Хохлатый мелофус (Melophus lathami)
- Горная овсянка (Emberiza cia)
- Овсянка-крошка (Emberiza pusilla)
- Дубровник (Emberiza aureola)
- Рыжая овсянка (Emberiza rutila)
- Седоголовая овсянка (Emberiza spodocephala)

### Семейство:Вьюрковые(Fringillidae)
- Вьюрок (Fringilla montifringilla)
- Гималайский вьюрок (Leucosticte nemoricola)
- Жемчужный вьюрок (Leucosticte brandti)
- Pinicola subhimachalus
- Carpodacus rubescens
- Непальская чечевица, или Тёмногрудая чечевица (Carpodacus nipalensis)
- Обыкновенная чечевица (Carpodacus erythrinus)
- Чечевица красивая (Carpodacus pulcherrimus)
- Розовобровая чечевица (Carpodacus rhodochrous)
- Тёмнобедрая чечевица (Carpodacus edwardsii)
- Трёхполосая чечевица (Carpodacus trifasciatus)
- Белобровая чечевица (Carpodacus thura)
- Струйчатая чечевица (Carpodacus rubicilloides)
- Большая чечевица (Carpodacus rubicilla)
- Скальная чечевица, или Красный вьюрок (Carpodacus puniceus)
- Клёст-еловик (Loxia curvirostra)
- Зеленушка желтогрудая (Carduelis spinoides)
- Тибетский канареечный вьюрок (Serinus thibetanus)
- Бурый снегирь (Pyrrhula nipalensis)
- Красноголовый снегирь (Pyrrhula erythrocephala)
- Сероголовый снегирь (Pyrrhula erythaca)
- Ошейниковый дубонос (Mycerobas affinis)
- Пятнистокрылый дубонос (Mycerobas melanozanthos)
- Арчевый дубонос (Mycerobas carnipes)
- Золотоголовый вьюрок (Pyrrhoplectes epauletta)
- Алый вьюрок (Haematospiza sipahi)

### Семейство:Воробьиные(Passeridae)
- Домовый воробей (Passer domesticus)
- Рыжий воробей (Passer rutilans)
- Полевой воробей (Passer montanus)